# Мусабаев, Исак Курбанович
Исак (Исхак) Курбанович Мусабаев (22 октября 1910, Наукент, Российская империя — 28 декабря 2003, Ташкент) — советский и узбекский врач-инфекционист.

## Биография
Родился 22 октября 1910 года в Наукенте. В 1930 году поступил в Самаркандский медицинский институт, который он окончил в 1935 году. В процессе учёбы в данном институте, он показал наилучшие результаты и после окончания, был оставлен администрацией и проработал с 1935 по 1941 год. В 1941 году в связи с началом ВОВ был призван в армию и отправлен на фронт, где он воевал вплоть до 1944 года. После демобилизации вернулся в Самаркандский медицинский институт, где проработав с 1944 по 1949 год, пошёл на повышение — с 1949 по 1951 год заведовал кафедрой инфекционных болезней. В 1951 году решил связать свою жизнь с Ташкентом и переехал туда, где с 1951 по конец 1980-х годов заведовал кафедрой Института усовершенствования врачей, одновременно с этим с 1962 по 1970 год занимал должность заместителя директора Ташкентского НИИ эпидемиологии, микробиологии и инфекционных болезней. С конца 1980-х — начала 1990-х годов — на пенсии.
Скончался в 28 декабря 2003 года. Похоронен на кладбище Ялангач-2 в Ташкенте.

## Научные работы
Основные научные работы посвящены медицинской микробиологии. Автор 320 научных работ и 12 монографий.
- Описал малоизвестные инфекционные болезни, которые вскоре станут известны медицине и науке, и будут предприняты шаги к их лечению — аденовирусная инфекция, вирусный гастроэнтерит, геморрагическая лихорадка, листереллёз, ку-лихорадка, мононуклеоз, орнитоз и хориоменингит.
- Предложил классификацию клинических форм вирусного гепатита, дизентерии и холеры.
- Установил характер нарушений в организме при гриппе и кишечных инфекциях.

## Членство в обществах
- 1961-91 — Член-корреспондент АМН СССР.
- 1966-91 — Академик АН Узбекской ССР.

## Награды и премии
- Орден Ленина.
- Орден Октябрьской Революции (30.10.1980)[1]
- Орден Трудового Красного Знамени (3-х кратный кавалер)
- Орден Знак Почёта

## Дополнительные источники
- Арипов У. А. Мусабаев Исхак Курбанович // Большая медицинская энциклопедия : в 30 т. / гл. ред. Б. В. Петровский. — 3-е изд. — М. : Советская энциклопедия, 1981. — Т. 16 : Музеи — Нил. — С. 23. — 512 с. : ил.
- Бабий Т. П. и др. Мусабаев Исак Курбанович // Биологи. Биографический справочник / отв. ред. Ф. Н. Серков. — Киев: Наукова думка, 1984. — С. 437. — 816 с.
- Мусабаев Исак Курбанович / Пономарь Е. К. // Моршин — Никиш. — М. : Советская энциклопедия, 1974. — С. 128. — (Большая советская энциклопедия : [в 30 т.] / гл. ред.  А. М. Прохоров ; 1969—1978, т. 17).
- Мусабаев Исхак Курбанович. tashkentpamyat.ru. Дата обращения: 19 мая 2024.